# CN Barcelona
A CN Barcelona a legsikeresebb spanyol vízilabdaklub, melynek székhelye Barcelona városában található. Jelenleg a División de Honor-ban szerepel, ami az első osztálynak felel meg.
A spanyol bajnokságot 59, a spanyol kupát 7, a bajnokok ligáját 1 (1982), a LEN-kupát pedig 2 alkalommal (1995, 2004) nyerte meg.

## Sikerei

### Hazai
- División de Honor
  - 1. hely (59): (1925, 1926, 1927, 1928, 1929, 1930, 1931, 1932, 1933, 1934, 1935, 1936, 1937, 1938, 1939, 1940, 1941, 1942, 1943, 1944, 1945, 1946, 1947, 1948, 1949, 1950, 1951, 1952, 1953, 1954, 1955, 1956, 1957, 1958, 1959, 1960, 1961, 1962, 1963, 1964, 1965, 1966, 1967, 1968, 1969, 1971, 1975, 1980, 1981, 1982, 1983, 1987, 1991, 1995, 1996, 1997, 2002, 2004, 2005)

- Copa del Rey
  - 1. hely (7): (1991, 1995, 1996, 1999, 2002, 2003, 2011)

### Nemzetközi
- LEN-bajnokok ligája
  - 1. hely (1): (1982)
- LEN-kupa
  - 1. hely (2): (1995, 2004)
- LEN-szuperkupa
  - 1. hely (1): (1982)
  - 2. hely (1): (2004)

## Külső hivatkozások
- Hivatalos honlap